# Franciszek Ksawery Krasicki

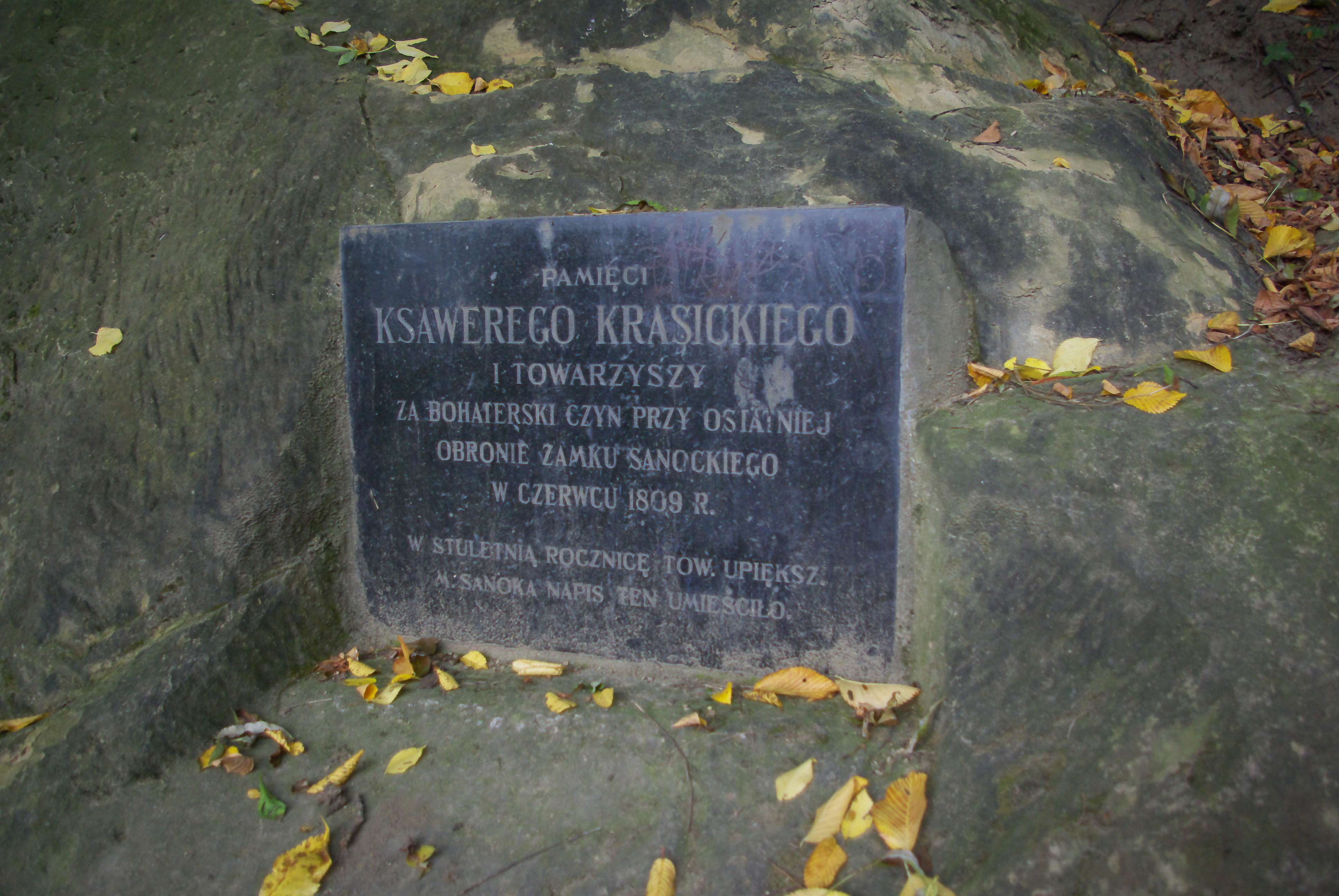
Tablica upamiętniająca Franciszka Ksawerego Krasickiego na sanockiej skarpie przy Schodach Zamkowych

Franciszek Ksawery Krasicki z Siecina herbu Rogala (ur. 10 lipca 1774 w Ksawerowie, zm. 25 kwietnia 1844 w Posadzie Leskiej) – powstaniec kościuszkowski, naczelnik powstania antyaustriackiego w ziemi sanockiej i obrońca zamku w Sanoku w 1809, prezes Komitetu Patriotycznego, dziedzic zamku w Lesku.

## Życiorys
Urodził się 10 lipca 1774 w Ksawerowie jako syn hr. Antoniego z Siecina h. Rogala (członka Stanów Galicyjskich, kawalera Orderu św. Stanisława i Rozalii Charczewskiej z Charszewa v. Charczowa h. Cholewa  (dama orderu Krzyża gwiaździstego z 1788). Miał siostry Annę (żona Michała Charczewskiego), Katarzynę (żona hr. Józefa Stadnickiego) oraz braci Jana (zm. 1831, dziedzic Baranowa), Ignacego (1767-1844), Macieja i Józefa. 
Został dziedzicem w Bachórzcu i w Winnem.
Związał się długoletnią przyjaźnią z poetą Wincentym Polem. Według jego projektu odremontował zamek w Lesku, którego właścicielem został potem jego syn Edmund Konrad Krasicki z Siecina.
Brał udział w wojnie polsko-rosyjskiej 1792 roku, bił się pod Zieleńcami, Boruszkowcami, za bitwę pod Dubienką w 1792 otrzymał medal zasługi wojskowej „Virtuti Militari” i awans na chorążego.
W 1794 jako oficer (major kawalerii narodowej) dowodził w insurekcji kościuszkowskiej. Nagrodzony złotą obrączką Ojczyzna Obrońcy Swemu nr 9.
W 1809 jako major strzelców konnych wojsk polskich dowodził w wojnie polsko-austriackiej, m.in. w czerwcu w ostatniej obronie zamku sanockiego przed wojskami austriackimi.
W 1817 był członkiem Stanów Galicyjskich z grona magnatów.
Podczas powstania listopadowego był przewodniczącym Komitetu Pomocy dla Powstania Listopadowego na terenie Galicji.
15 października 1799 we Lwowie poślubił Julię Teresę Wandalin-Mniszech (ur. 26 stycznia 1777 w Laszkach Murowanych, chorążanka wielka koronna, zm. 8 lipca 1845 w Sankt Veit). Ich synami byli Ksawery Krasicki (1802-1843, nie założył rodziny) i Edmund Krasicki (1808-1894). Wraz z żoną objął zamek w Lesku i rozbudował go dla swojego syna Edmunda i jego żony Anieli z Brzostowskich. Jego wnukami (dzieci Edmunda) byli: Michał (1836-1917), Maria (1837-1855), Ignacy (1839-1924), Stanisław (1842-1887).
Zmarł w Posadzie Leskiej 24 lub 25 kwietnia 1844.

## Upamiętnienie
W Sanoku na placu św. Jana przy willi rodziny Zaleskich znajduje się kapliczka św. Jana Nepomucena, ufundowana w 1810 roku przez Krasickiego jako votum, za ocalenie życia podczas salwowania się ucieczką konno, stromym zboczem do Sanu, po nieudanej, ostatniej obronie zamku sanockiego przed Austriakami, w czerwcu 1809 roku. Poniżej willi, na skarpie przy Schodach Zamkowyh znajduje się wmurowana w skałę tablica upamiętniająca Krasickiego i jego towarzyszy za ostatnią obronę zamku sanockiego przed Austriakami w czerwcu 1809, ustanowiona w 1909 w setną rocznicę wydarzenia. Została ufundowana przez Towarzystwo Rozwoju i Upiększania Miasta Sanoka. Inskrypcja głosi: Pamięci Ksawerego Krasickiego i towarzyszy, za bohaterski czyn przy ostatniej obronie zamku sanockiego w czerwcu 1809 roku. W stuletnią rocznicę Tow. Upiększ. M. Sanoka napis ten umieściło. W 1913 imieniem Ksawerego Krasickiego nazwano ulicę w Sanoku.
Pisarz Kazimierz Chłędowski opiewał postać Franciszka Ksawerego Krasickiego w opowiadaniu Dwa pokolenia.
Poeta Janusz Szuber zadedykował F.K. Krasickiemu wiersz pt. Xawery, opublikowany w tomiku poezji pt. Las w lustrach / Forest in the Mirrors z 2001.